# Prune Antoine
Prune Antoine, née le 18 juin en 1981 à Épinal, est une journaliste française indépendante spécialisée dans les pays européens de l’Est et de l’ancienne URSS.  
Elle est l’auteure de La fille et le moudjahidine et de L'heure d'été, nommé au prix Goncourt du premier roman 2019. 

## Biographie

### Formation
Prune Antoine est titulaire d’un Master de Droit international et de science politique
,
. 

### Carrière
Après avoir résidé en France, Hongrie, Espagne et Angleterre, elle s’installe en 2008 à Berlin comme journaliste indépendante
,
,
,
. 
Écrivant exclusivement en français, elle s'intéresse principalement au monde post-soviétique. Elle réalise de fréquents déplacements de l’Europe centrale à l’Europe de l’Est, des Balkans à la Russie et au Caucase, s'attachant à en dépeindre les contradictions ou les conséquences des conflits récents, notamment sur les femmes. 
Ses articles qui traitent également de l'Allemagne sont publiés dans divers journaux et magazines : GEO, L’Obs, Médiapart, M, le magazine du Monde, Madame Figaro, Elle. Elle travaille également pour la chaîne de télévision Arte, où l’émission Karambolage a diffusé plusieurs de ses récits.
Son style littéraire a été qualifié de « brut, vif et authentique » et de « précis, direct et volontiers trempé dans un humour ravageur et impertinent ». Il s'exprime aussi sur le web dont elle apprécie « la liberté de ton et le côté terrain vierge : tout est à inventer, on peut être créatif, audacieux, irrévérencieux. ». 
Mais ce même style lui a valu des critiques.

## Publications

### Les «euro-orphelins» de Pologne

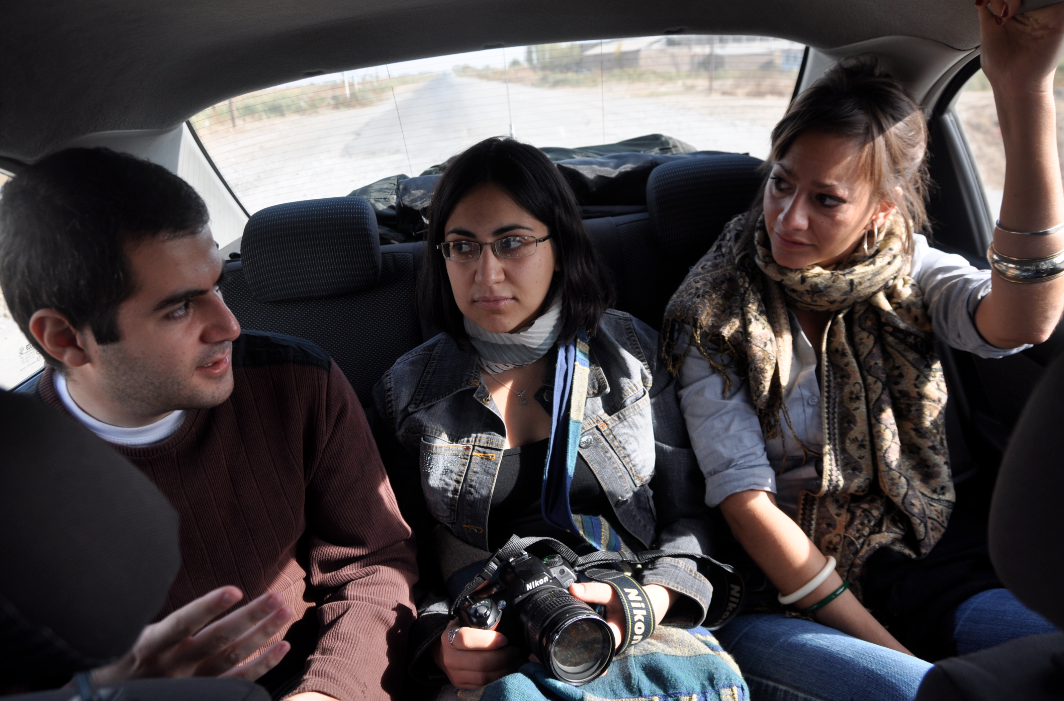
La journaliste Prune Antoine (à droite) en reportage en Arménie

Elle enquête sur les jeunes Polonais laissés seuls, livrés à eux-mêmes depuis l'émigration massive de leurs parents vers l'Angleterre ou l'Irlande après l'élargissement de l'Union européenne vers l'Est en 2004. Son reportage sur ces « euro-orphelins » est publié en septembre 2009 sur Médiapart puis dans le magazine Questions de femmes en août et obtient le prix Louise-Weiss 2010, catégorie junior,.

### Trafics d’organes au Kosovo
Elle reçoit une bourse du Journalism Fund qui lui permet de mener, en tandem avec une journaliste polonaise et pendant deux ans, une enquête sur les trafics d'organes au Kosovo. Son long format, Cadavre exquis au pays des merles noirs, est publié en douze chapitres, de juillet à octobre 2014 sur Cafébabel. Pour celui-ci, elle se voir décerner pour la deuxième fois le prix Louise-Weiss, catégorie décryptage,.
Dans le même temps, elle couvre d'autres sujets, comme les femmes violées durant la guerre en Bosnie ou l'opposition féminine à Vladimir Poutine en Russie .

### Une poudrière sous la Baltique
Dès 2009, elle travaille sur le sujet des armes chimiques et conventionnelles immergées par les Alliés en 1945 en mer Baltique, au moment de la construction du Nord Stream, gazoduc reliant la Russie à l'Allemagne. En 2013, elle bénéficie d'une bourse journalistique Brouillon d'un rêve de la Société civile des auteurs multimédia (SCAM) qui lui permet de poursuivre ses investigations entre l'île de Bornholm au Danemark, les côtes polonaise et lituanienne et sur les plages allemandes. 
Son reportage publié à l'été 2014 dans le magazine GEO sous le titre Une poudrière sous la Baltique, est distingué par le prix Éco-Reportages, décerné le 19 juin 2015.

### Les bruits de la guerre au coeur de l'Europe
Lauréate d'une autre bourse  du Journalism Fund, elle se lance dans une nouvelle enquête européenne. Avec un journaliste lituanien et un photographe allemand, elle s'intéresse à la re-militarisation de l'enclave de Kaliningrad et à la nouvelle rhétorique de guerre froide qui affole la région, entre déclarations belliqueuses, rétablissement du service militaire ou nouveaux systèmes de surveillance des frontières. Entre 2015 et 2016, elle se rend en Lituanie, en Pologne et en Russie, afin de sonder des habitants devenus otage de cette guerre hybride, faite d'escalade militaire et rhétorique. Le fruit de cette collaboration transnationale, le long format Bruits de la guerre en plein coeur de l'Europe , sera publié par Médiapart  en juillet 2016 et récompensé  par le Prix Philippe Chaffanjon du Reportage multimédia 2017.

## Œuvres

### La fille et le moudjahidine
En juin 2013, elle rencontre au bord d’un lac berlinois un boxeur réfugié de 20 ans, originaire du Caucase Nord et résidant dans une petite ville d'ex-RDA. À l'occasion de rencontres, d'échanges sur WhatsApp et d'interview, elle voit ce jeune, fasciné par les frères Tsarnaïev, les deux terroristes de l'attentat de Boston, osciller entre la radicalisation religieuse et le désir de partir combattre en Syrie, et des périodes de rêve du confort d'une vie rangée en Allemagne. 
Ces rencontres sont l'objet d'un récit de journalisme d'immersion (en) rédigé sur le mode du journalisme narratif (en) ou de la non-fiction romancée
 publié en 2015 aux éditions Carnets nord : La fille et le moudjahidine
,
,
,
« récit palpitant et romanesque à l’image des feuilletons des quotidiens français du 19e siècle ».

### L'heure d'été
En janvier 2019, son deuxième livre et premier roman, L’Heure d’été, est publié  aux éditions Anne Carrière. Portrait « sans concession »  d’une ville en ébullition, Berlin, c’est un concentré de joies, de doutes, d’espoirs et de désespoirs d’une génération – les Xennials, ceux nés entre 1977 et 1983 ; c’est aussi une chronique acide et lucide des multiples crises qui touchent l’Europe (crise des réfugiés, crise économique, crise des populismes…), à travers une piquante galerie de personnages secondaires. 
« Livre pétillant et grave sur les questionnements des femmes d’aujourd’hui, tiraillées entre carrière, indépendance et désir de maternité », L'heure d'été figure parmi les finalistes ,, du prix Goncourt du premier roman 2019.

## Prix et récompenses
Les reportages de Prune Antoine lui ont valu deux Prix Louise-Weiss en 2010 et 2014, le Young European Journalist Award en 2009 et le prix Éco-Reportages en 2015. Avec son récit dans les coulisses des Pussy Riot à Moscou en 2012, elle a également été sélectionnée pour le European Press Prize,,. 
Avec Gil Skorwid et Jan Zappner, elle reçoit en 2017 le Prix Chaffanjon du Reportage multimédia. En 2019, elle est finaliste du prix Goncourt du premier roman. 
En 2019, elle co-fonde et dirige le projet Sisters of Europe,, une plateforme qui regroupe une équipe de 70 journalistes et photographes indépendants pour documenter la condition féminine dans l'Europe post #MeToo : 27 portraits de 27 femmes dans 27 pays, une série de débats dans diverses capitales et deux nominations, au Prix franco-allemand du journalisme 2020 et au European Press Prize 2021, catégorie Innovation.